# Ordre de Berthold Ier
L'Ordre de Berthold Ier est fondé par le grand-duc Frédéric Ier de Bade le 29 avril 1877 à l'occasion de son 25e anniversaire de règne en tant que niveau spécial au-dessus de la Grand-Croix de l'ordre du Lion de Zaeringen. À l'occasion de son 70e anniversaire, le grand-duc Frédéric Ier lui donne le 9 septembre 1896 ses propres statuts en tant qu'ordre indépendant de l'ordre du Lion de Zaeringen. Par la suite, l'ordre peut être décerné à toutes les personnes pour services loyaux et en signe de reconnaissance particulière et de bonne volonté.

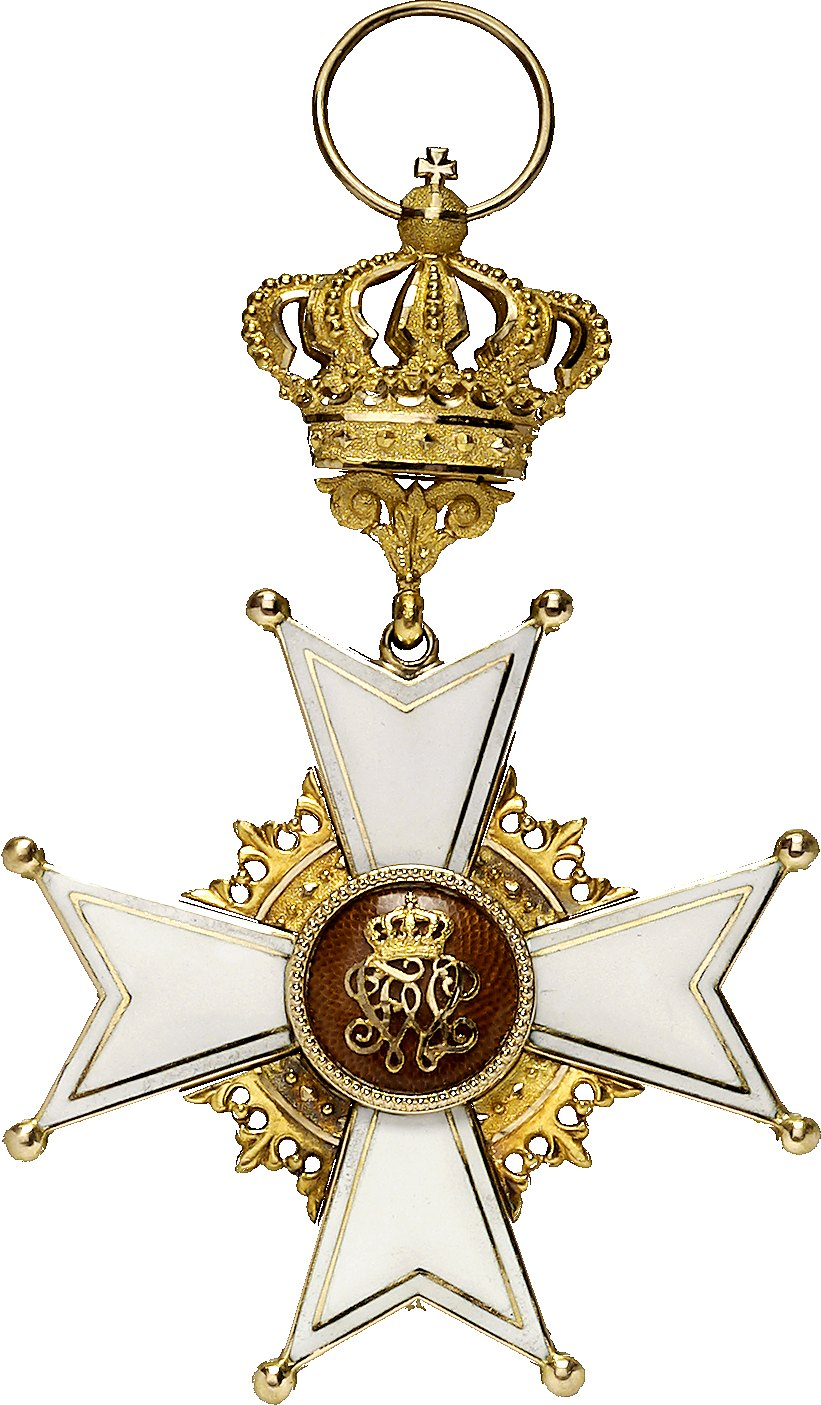
Gemme à la Grand-Croix

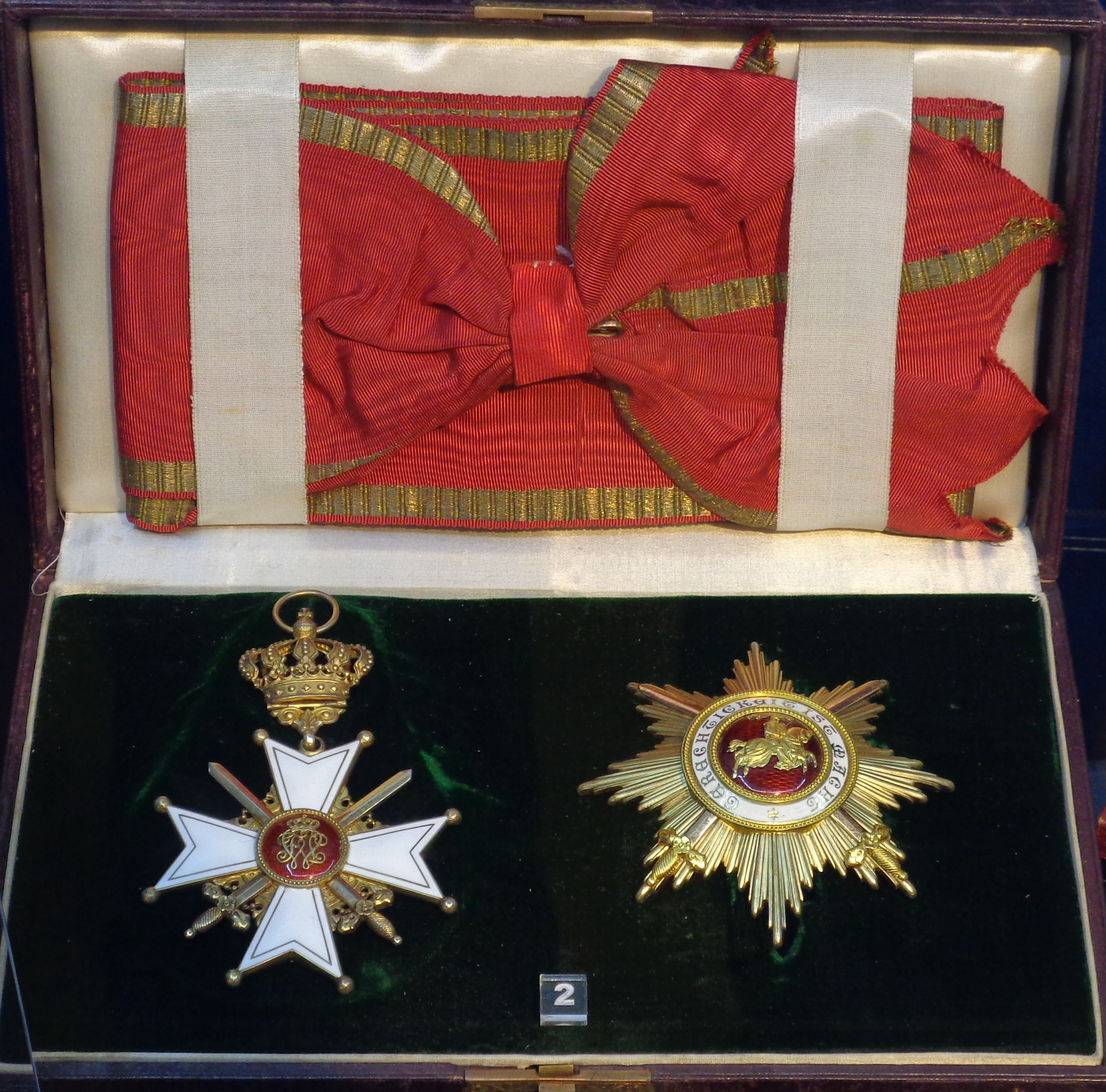
Grand-Croix avec épées

## Classes de l'ordre
Fondé à l'origine en une seule classe, l'Ordre est élargi en 1896 pour inclure trois classes et est structuré comme suit:
- Grand-croix
- Commandeur de 1re classe
- Commandant de 2e classe
- Chevalier

Les anciens récipiendaires de l'ordre de Berthold Ier sont considérés comme Grand-Croix du nouvel Ordre.
Si la récompense est pour le mérite de la guerre, deux épées croisées sont attachées à la décoration.

## Insigne de l'ordre
Le signe de l'ordre est une croix maltaise dorée avec émail blanc avec des boules dorées aux extrémités et des couronnes ducales médiévales dans les angles de la croix. Le monogramme du donateur couronné est visible sur le médaillon émaillé rouge, entouré d'un fin anneau doré. Le revers montre une couronne ducale médiévale dorée. La croix est soutenue par une couronne ou une couronne royale héraldique.
L'étoile de poitrine, selon la classe, a huit (or) ou quatre (argent) rayons, montrant la figure équestre du duc Berthold IV de Zähringen dans son médaillon central rond. Le modèle est son sceau pour le monastère du Grossmünster à Zurich de 1177, qui a été confondu avec le sceau de Berthold Ier. Il porte l'inscription GERECHTIGKEIT IST MACHT en lettres historiques sur fond blanc.

## Port de l'insigne
Le petit ornement de la Grand-Croix était porté sur un ruban d'épaule de l'épaule gauche à la hanche droite, avec l'étoile pectorale à huit branches sur le côté gauche de la poitrine. Les commandants portaient la croix de l'ordre sur le collier, les commandants de 1re classe portent en plus l'étoile pectorale à quatre branches sur le côté gauche de la poitrine et les chevaliers portent la croix de l'ordre sur le ruban pectoral sur le côté gauche de la poitrine.
Dans des cas particuliers, la Grand-Croix peut également être décernée sur une chaîne d'or.
Le ruban de l'ordre est rouge avec deux bandes latérales dorées.

## Récipiendaires
Les récompenses aux souverains étrangers et aux membres de la Maison grand-ducale ne figurent pas dans la liste suivante
| Classe                              | Total |
| ----------------------------------- | ----- |
| Chaîne en or                        | 15    |
| Grand-croix                         | 172   |
| Grand-croix avec épées              | 24    |
| Étoile en brillants                 | 1     |
| Étoile avec épées                   | 2     |
| Commandeur de Ier classe            | 73    |
| Commandeur de 1re classe avec épées | 10    |
| Commandeur de 2e classe             | 97    |
| Commandeur de 2e classe avec épées  | 1     |
| Croix de chevalier                  | 347   |
| Croix de chevalier avec épées       | 22    |

Après le décès du récipiendaire, les insignes doivent être restitués, tout comme lors de l'attribution d'une classe supérieure de l'ordre.